# Тасма (село)
Тасма (кирг. Тасма) — село в Тюпском районе Иссык-Кульской области Кыргызстана. Административный центр Карасаевского аильного округа. Код СОАТЕ — 41702 225 883 01 0.

## Население
По данным переписи 2022 года, в селе проживало 1 959 человек.